# La chica que esperó
La chica que esperó (The Girl Who Waited) es el décimo episodio de la sexta temporada moderna de la serie británica de ciencia ficción Doctor Who, emitido originalmente el 10 de septiembre de 2011. Se trata del tradicional "episodio ligero", en el que el Doctor pasa a segundo plano y la historia se enfoca en los acompañantes, en este caso Amy y Rory.

## Argumento
El Undécimo Doctor lleva a Rory Williams y Amy Pond al planeta Apalapucia, diciendo que es uno de los mejores destinos de vacaciones, pero sin saber que el planeta está sufriendo una plaga mortal, Chen7, que afecta a las criaturas que tengan dos corazones y que puede matar a las víctimas en un día. La población local ha creado "centros de compasión", donde los infectados por la plaga son colocados en una de las varias miles de líneas temporales aceleradas, permitiéndoles vivir sus vidas mientras se comunican con sus seres queridos a través de unas grandes lentes de cristal en la sala de espera. A su llegada, Amy se separa del Doctor y Rory y se queda encerrada en una línea temporal acelerada. Mientras el Doctor y Rory localizan a Amy, se les aproxima uno de los Manobots de las instalaciones, unos robots sin cara con manos similares a las humanas. El Manobot les habla de la plaga, y como no logra reconocerles como alienígenas, intenta administrarles una dosis de medicina que sería letal. El Doctor usa la lente para avisar a Amy, y le dice que les espere en el centro de cortesía, prometiéndole ir a rescatarla. El Doctor y Rory regresan a la TARDIS con la lente, que el Doctor usa a modo de GPS para localizar la línea temporal en que está Amy y que conecta a unas gafas que transmitirán la imagen de lo que se está viendo. Mientras tanto, Amy descubre a la Interfaz, un control de voz de los sistemas informáticos, y descubre que puede enmascarar su presencia de los Manobots usando las emisiones de los motores temporales que operan las líneas temporales aceleradas.
El Doctor, sin poder salir de la TARDIS por la enfermedad, le da a Rory la lente, su destornillador sónico y las gafas para poder comunicarse con él. Rory explora el complejo y le rodea un grupo de Manobots, que son rápidamente derrotados por una versión de Amy mucho más envejecida y amargada, que no ha podido escapar, y que está enfurecido con el Doctor porque ha estado esperando el rescate 36 años. Ha estado sola excepto por un Manobot reprogramado que ha llamado "Rory". El Doctor se da cuenta de que han aterrizado por error en la línea temporal equivocada, y le pide a la vieja Amy que le ayude a encontrar su versión joven. Ella se niega, sabiendo que si la joven Amy es rescatada, ella nunca habrá existido. Aunque Rory considera salvar a la vieja Amy, el Doctor le avisa que si se la llevan en la TARDIS, perderán cualquier oportunidad de rescatar a la Amy joven. El Doctor descubre el rastro de la joven Amy cerca, y le pide a Rory que use la lente para comunicarse con ella, esperando que ver a la joven Amy llorando convencerá a la vieja de que ayude en el rescate. La vieja Amy recuerda esta discusión de cuando era joven y no había logrado convencer a la vieja Amy que la ayudara. Sin embargo, esta vez la Amy joven logra convencer a la vieja de que cambie de opinión al pedirle que piense en Rory. La vieja Amy accede a ayudar si el Doctor la lleva a ella también. El Doctor le promete hacerlo a pesar de la dificultad de lograrlo porque la TARDIS no podrá soportar la paradoja de tener dos Amys de distintas líneas temporales juntas.
El Doctor logra juntar temporalmente a las dos Amys en la misma línea temporal haciendo que sincronicen sus pensamientos mientras Rory manipula los motores temporales. Las gafas de Rory comienzan a funcionar mal por la paradoja, obligando a los tres a correr por el complejo a través de varios Manobots hacia la TARDIS, sin la ayuda del Doctor. Mientras se aproximan a su destino, la Amy vieja que se queda atrás para proteger a los otros dos, pero la Amy joven es alcanzada por un Manobot que la seda. Mientras la Amy vieja les cubre las espaldas, Rory lleva a la joven a la TARDIS. Una vez dentro, el Doctor cierra la puerta y admite a Rory que es imposible que las dos Amys existan en la misma línea temporal. Rory debe elegir ahora qué Amy desea. Rory y la vieja Amy tienen una amarga despedida a través de la puerta, antes de que la Amy vieja les pida que se vayan sin ella. Entonces, la Amy vieja se deja atrapar por los Manobots. Amy despierta y pregunta "¿dónde está?", dejando el Doctor a Rory que se lo explique todo.

## Producción

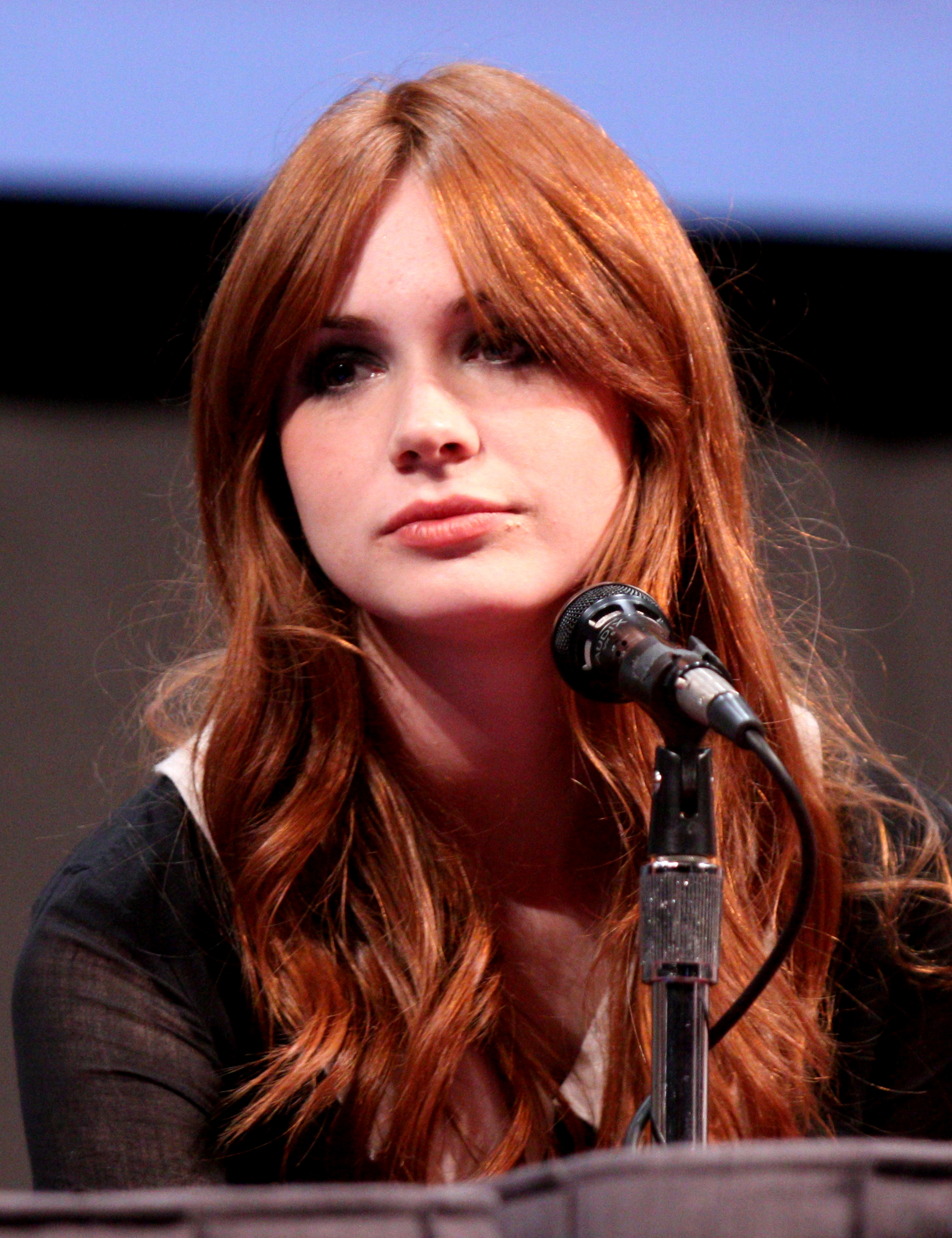
Karen Gillan se presentó voluntaria a interpretar la versión anciana de su personaje Amy Pond.

Tom MacRae, autor del episodio, había escrito anteriormente La ascensión de los Cybermen y La edad del acero para la segunda temporada, donde regresaron los Cybermen. Como incluir a los Cybermen le ofrecía menos oportunidades de desarrollar la trama y le ponía en "segundo plano" como guionista, le encantó tener la oportunidad de hacer cualquier cosa que quisiera, y MacRae quedó orgulloso del resultado final, llamándolo el "mejor argumento que nunca había desarrollado". El título original del episodio era The Visitors' Room (La habitación de visitas), que después cambió a Visiting Hour (Hora de visitas) y Kindness (Amabilidad). El episodio, a pesar de lo que digan algunos informes, nunca tuvo en ningún momento el título The Green Anchor (El ancla verde). La chica que esperó era el sobrenombre para identificar a Amy después de que estuvo 12 años esperando el regreso del Doctor en En el último momento. La productora ejecutiva Beth Willis fue quien insistió en que se incluyera en la versión final el discurso de Amy sobre cómo Rory era el hombre más maravilloso que nunca había conocido.
La chica que esperó se diseñó como episodio que no requiriera mucha participación del Doctor en el rodaje, es decir, era uno de los episodios "ligeros de Doctor". Desde la segunda temporada con Amor y monstruos por la agenda de producción, se ha convertido en una tradición este tipo de episodios con títulos como Parpadeo entre otros. A MacRae le encantó explorar los personajes de Amy y Rory y su pasado, ya que el Doctor "siempre era hasta cierto punto mítico", lo que limitaba lo que podía explorar con su personaje. La idea original era que una actriz de mayor edad interpretara a la Amy anciana, pero Karen Gillan se presentó voluntaria a interpretar ese personaje con la ayuda de maquillaje. También se decidió que tener a Gillan interpretando a ambos personajes sería más creíble. Gillan desarrolló un lenguaje vocal diferente, diferente amplitud vocal y diferente actitud para el nuevo personaje, que había cambiado tras ser abandonada en peligro. Para lograr esto, Gillan estudió con un foniatra y un entrenador de movimientos. Gillan también llevó un relleno que limitaba sus movimientos, y dijo que pasó "horas en maquillaje". Hasta La boda de River Song, La chica que esperó es el episodio de la serie moderna con el reparto más pequeño, solo con dos actores de voz y una imagen holográfica. El único episodio de la serie clásica con un reparto más pequeño es The Edge of Destruction de 1964, que solo contó con los cuatro actores principales.

## Emisión y recepción
Las mediciones nocturnas de audiencia mostraron que seis millones de espectadores vieron el episodio en BBC One, lo que fue una mejora de medio millón más que el episodio anterior. Las mediciones definitivas fueron de 7,6 millones de espectadores. Su puntuación de apreciación fue de 85, considerado "excelente".
El episodio recibió una respuesta generalmente positiva de la crítica. Dan Martin de The Guardian dijo que contenía "el momento más lacrimógeno de la temporada hasta la fecha" y la "premisa psicodélica le dio a los personajes la oportunidad de brillar". Alabó la diferente interpretación de Karen Gillan como la vieja Amy y su mejora interpretativa desde la temporada anterior. Martin después lo llamó un "episodio endiabladamente cerca de la perfección", clasificándolo como el mejor episodio de la temporada, aunque sin incluir en la lista La boda de River Song. Gavin Fuller del Daily Telegraph le dio al episodio 4 estrellas sobre 5, alabando la habilidad de MacRae para superar el corsé del presupuesto y desarrollar "un drama bastante potente y emotivo, con un final que, aunque inevitable, aun así tenía una gran cantidad de tristeza". Pensó que "la habilidad técnica" de la vieja Amy "le pareció bastante improbable" (lograr forjar su propio destornillador sónico mientras espera al Doctor), pero "la calidad de la interpretación de Gillan superó todos esos defectos menores".
Neela Debnath de The Independent dijo que "a los críticos con la constante manipulación del tiempo no les gustará este episodio", pero "es grande en términos de paradojas temporales y los hipotéticos dilemas morales provocados por tales paradojas". Alabó el desarrollo del personaje de Rory y la dinámica entre el trío que no se había visto con personajes anteriores en el programa, así como "algunos grandes momentos de comedia". También calificó como "delicia suntuosa para la visión" los decorados del jardín y el centro. Matt Risley de IGN le dio al episodio un 8,5 sobre 10, alabando a MacRae por alejarse de una historia complicada de viajes en el tiempo, y en su lugar proporcionar "un simple aunque refrescante nuevo examen de Amy Pond". También alabó la culminante interpretación de Karen Gillan y la dirección de Nick Hurran. Sin embargo, criticó "las reglas dudosas del viaje en el tiempo" y el "parloteo" que ralentizaba el ritmo. Nick Setchfield de SFX le dio a La chica que esperó 5 estrellas sobre 5, alabando a Hurran, así como la interpretación de los tres protagonistas. Patrick Mulkern de Radio Times alabó los diálogos de MacRae porque "funcionan tan bellamente, y Karen Gillan y Arthur Darvill los dicen a la perfección". También comentó el trabajo de maquillaje de la vieja Amy, que "es brillante en su sutileza", pero le hubiera gustado que el pelo hubiera estado "cortado o gris".
Christopher Bahn del A.V. Club fue menos positivo hacia el episodio, dándole un Notable bajo. Alabó la primera escena en que Amy fue abandonada por el "diálogo sibilante", pero se encontró "disfrutando de la inteligencia de la explicación sin llegar a creérsela de verdad". Expresó confusión acerca de cómo funcionaba el cambio temporal y pensó que el problema era demasiado pequeño para soportar el peso de todo el episodio y que el abandono de Amy y el amor a Rory que se dejó "no funcionaban". Pensó que las dos Amys de los minisodios Espacio y Tiempo eran más divertidas de ver, y el episodio no aportaba nada nuevo sobre Amy y Rory. Sin embargo, alabó como se representó la decisión que el Doctor tuvo que tomar.
El episodio fue nominado al premio Hugo 2012 a la mejor presentación dramática en forma corta, perdiendo contra La mujer del Doctor de Neil Gaiman.